# 니아리주
니아리주(프랑스어: Niari)는 콩고 공화국 서부에 위치한 주로, 주도는 돌리지(루보모)이다. 동쪽으로는 레쿠무 주와 부엔자 주, 서쪽으로는 쿠일루 주와 인접해 있고 남쪽으로는 콩고 민주 공화국과 앙골라카빈다주, 북쪽으로는 가봉과 국경을 맞대고 있으며 6개 구(디베니 구, 키방구 구, 키몽고 구, 루바쿠 구, 마요코 구, 모센조 구)를 관할한다.